# Trivia monacha
Trivia monacha (denominada, em inglês, european cowrie ou spotted cowrie; em português, beijinho - como é denominada em Portugal) é uma espécie de molusco gastrópode marinho do nordeste do oceano Atlântico, principalmente em costas da Europa, pertencente à família Triviidae. Foi classificada por Emanuel Mendez da Costa, em 1778, e nomeada Cypraea monacha (no gênero Cypraea), em sua obra Historia naturalis testaceorum Britanniæ, or, The British conchology : containing the descriptions and other particulars of natural history of the shells of Great Britain and Ireland : illustrated with figures, in English and in French.

## Descrição da concha e hábitos
Concha de coloração creme-amarronzada ou rosada até púrpura e comumente dotada de 3 manchas escuras em seu dorso, sem espiral visível e com um canal sifonal curto; com 1.2 centímetros de comprimento e 8 milímetros de largura, quando desenvolvida; ovalada e esculpida com cerca de 20 costelas espirais por toda a sua superfície, chegando até o seu lábio externo engrossado e sua columela, margeando uma abertura estreita, localizada em sua base plana e branca. Pode ser confundida com Trivia arctica (Pulteney, 1799), que é menor e carece de possuir os 3 pontos escuros, distintivos, em seu dorso.
É encontrada em águas rasas da zona nerítica e zona entremarés, durante a maré baixa, sob rochas e em habitats com ascídias, das quais se alimentam; incluindo as espécies Botryllus schlosseri, Botrylloides leachi e Diplosoma listerianum.

## Distribuição geográfica
Trivia monacha ocorre do norte da África e mar Mediterrâneo até canal da Mancha, mar do Norte e mar da Irlanda. Trata-se de uma espécie presente no território português, incluindo a zona económica exclusiva.